# لیفده

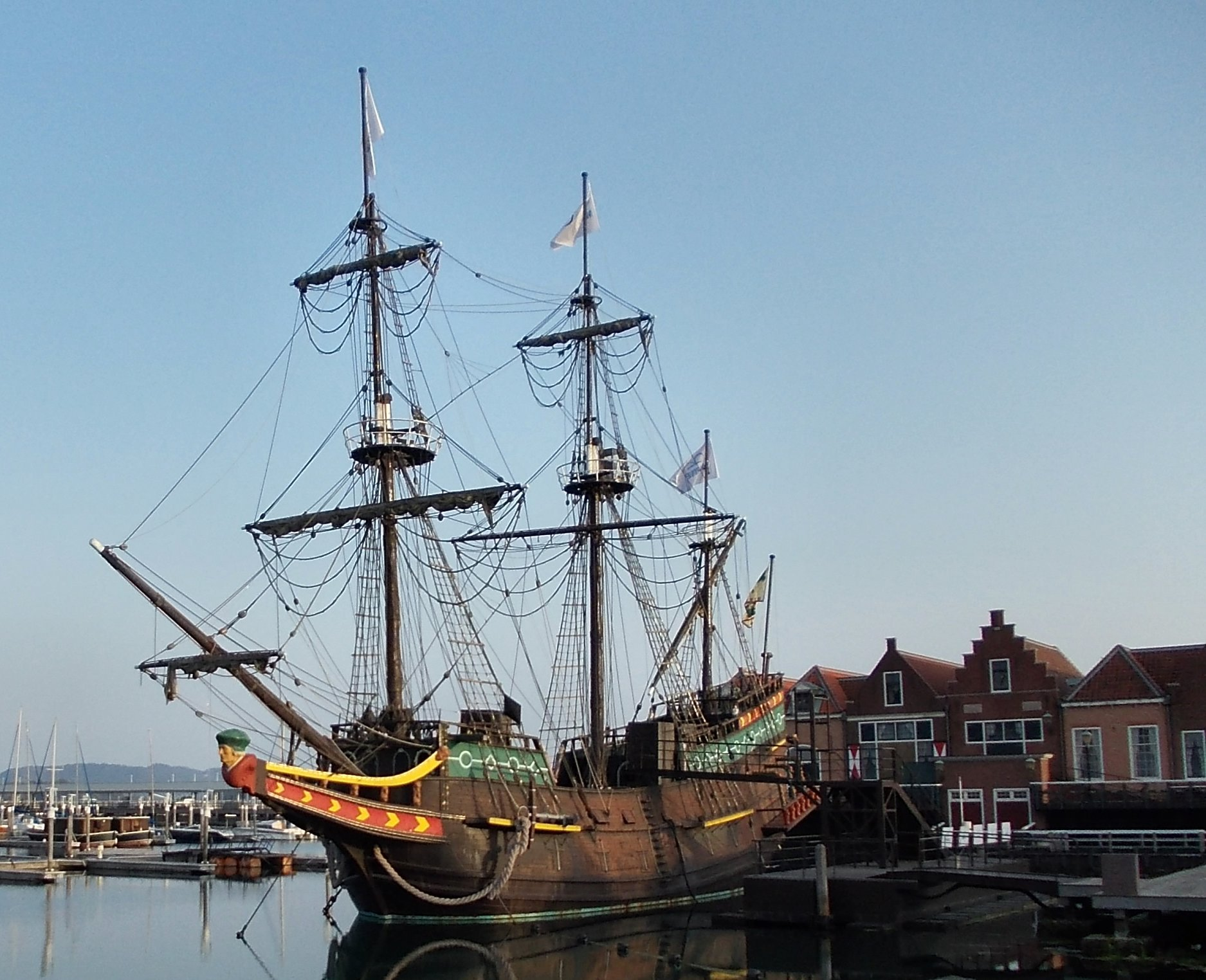
ماکتی از Liefde که در شهربازی هاوس تن بوس:en:Huis Ten Bosch (theme park) در استان ناگاساکی به نمایش گذاشته شده‌است.

لیفده (به ژاپنی: リーフデ号 De Liefde)، نام یک کشتی هلندی بود که برای اولین بار در ۱۹ آوریل ۱۶۰۰ در ولایت بونگو (استان اوئیتای کنونی) در ژاپن پهلو گرفت. در زبان هلندی به معنای «عشق» است. این کشتی ۳۰۰ تنی بود و دو سال قبل به همراه ۴ کشتی دیگر از روتردام حرکت کرده بود. این کشتی از مسیر تنگه ماژلان و اقیانوس آرام گذشته بود. تعداد ملوانان کشتی در هنگام حرکت ۱۱۰ نفر بود اما به علت طوفان در دریا و بیماری تنها ۲۴ نفر از این تعداد زنده به ژاپن رسیدند که سه روز پس از ورود سه نفر دیگر نیز درگذشتند. ویلیام آدامز به عنوان نخستین انگلیسی با این کشتی بود که به خاک ژاپن پا گذاشت.
در سال ۱۵۹۸، ۵ کشتی متعلق به کمپانی هند شرقی هلند شد که از روتردام به طرف شرق آسیا حرکت کرد. گفته می‌شود که «لیفده»  منتظر کشتی‌های دیگر در ساحل فلوریانا در سواحل اکوادور بوده‌است. این گفته احتمالاً درست نیست. تنها «هوپ» تا بهار ۱۵۹۹ وارد شده بود. ناخدای هر دو کشتی، همراه با برادر آدامز، توماس و بیست مرد دیگر، در یک برخورد خشونت‌آمیز با مردم بومی قاره آمریکا جان خود را از دست دادند. کشتی ترائوو («وفاداری») که بخشی از این ناوگان پنج‌گانه برای سفر اکتشافی بود، به تیدور (اندونزی شرقی رسید) اما خدمه این کشتی در ژانویه ۱۶۰۱ توسط پرتغالی‌ها کشته شدند.